# Autonomie stratégique

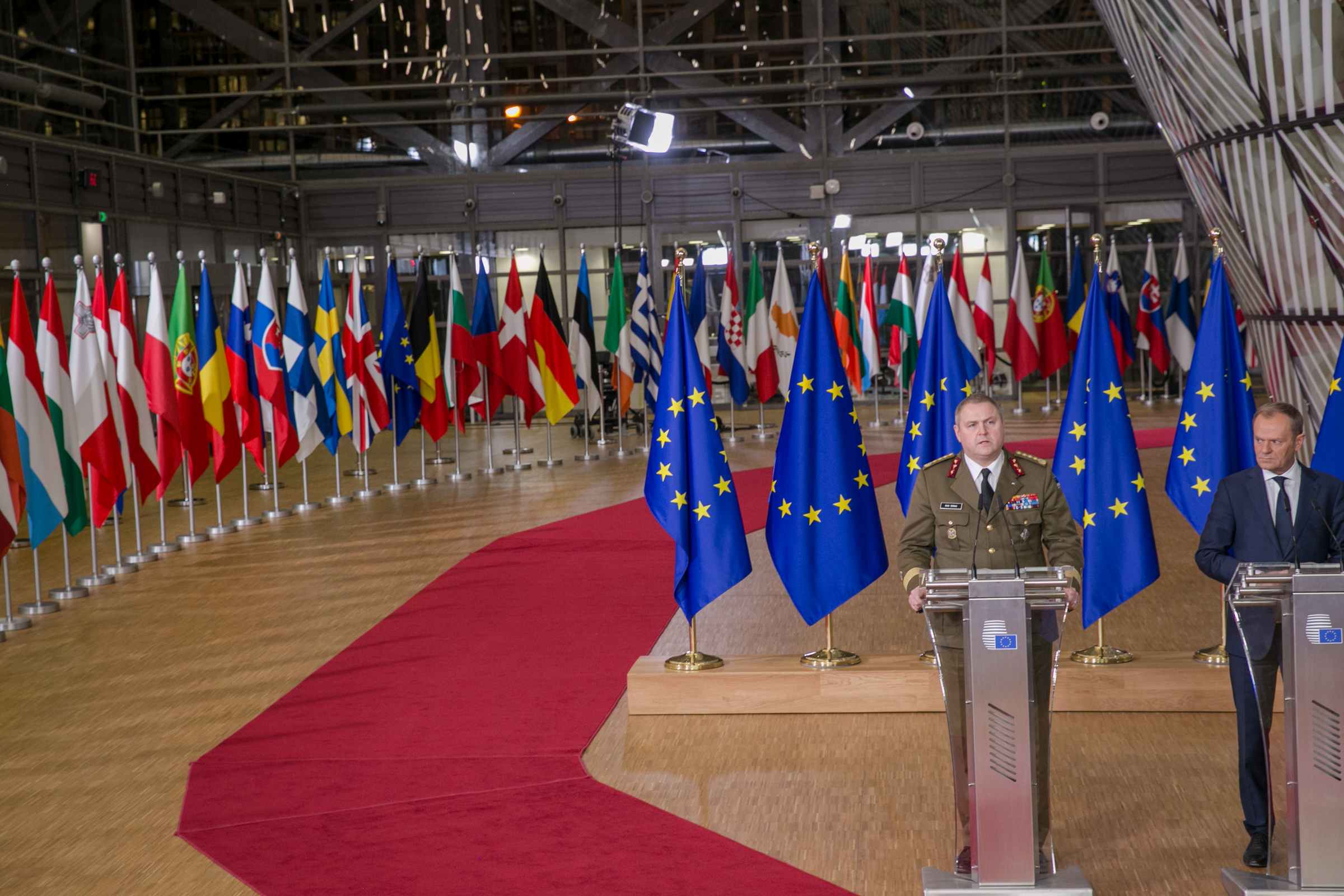
Donald Tusk, président du Conseil européen et Riho Terras, Commandant des forces de défense estoniennes, lors de la présidence estonienne du Conseil de l'Union européenne en 2017.

L'autonomie stratégique est l'un des objectifs politiques de l'Union européenne (UE), le concept correspond à la capacité de l'UE à défendre l'Europe et à agir avec des moyens militaires indépendamment des États-Unis. Cette notion est intimement liée au concept de souveraineté.

## Genèse du concept d'autonomie stratégique
Le terme et le concept ont une origine française. La notion d'autonomie stratégique apparaît dans le Livre blanc sur la défense de 1994. Elle est définie par rapport aux dépendances que créerait pour la France le fait de s'en remettre uniquement aux garanties de l'OTAN en délaissant la dissuasion nucléaire. Ce concept a donc d'abord eu une dimension nationale.
Au niveau européen, le terme d’autonomie stratégique apparait une première fois dans les conclusions du Conseil européen en décembre 2013. Le Conseil européen appelle dans ses conclusions au développement et le soutien des capacités de défense de l'Union européenne.
En 2016, l’autonomie stratégique s’inscrit dans la Stratégie globale de l'Union européenne, une doctrine actualisée de la défense européenne. 
Parmi les pays de l'Union européenne, la France est le principal défenseur de l’autonomie stratégique. En 2017, le ministère des Armées dans un document intitulé revue stratégique, articule une stratégie de défense française autour du concept d’autonomie stratégique.   
Le concept d’autonomie stratégique s’est progressivement élargi, au-delà du domaine militaire, pour inclure l’économie, la politique énergétique et le numérique, avec notamment l’initiative européenne GAIA-X. La perception d’une double menace sino-russe encourage les ambitions européenne d’une autonomie stratégique et une souveraineté numérique européenne.

## L'administration américaine et l'autonomie stratégique européenne
L'isolationnisme de l'administration américaine sous le président Donald Trump ont eu un effet d'accélération sur le développement de l'autonomie stratégique de l'Union européenne, 
parce que les États-Unis ont été perçus comme un partenaire peu fiable.
Avec l'arrivée de Joe Biden à la Maison-Blanche, l'objectif d'autonomie stratégique est à redéfinir faisant apparaitre des différends entre la conception allemande et française.